# Каракол (Пиауи)

Каракол на карте штата.

Каракол (порт. Caracol) — муниципалитет в Бразилии, входит в штат Пиауи. Составная часть мезорегиона Юго-запад штата Пиауи. Входит в экономико-статистический микрорегион Сан-Раймунду-Нонату. Население составляет 10 212 человек на 2010 год. Занимает площадь 1610,957 км². Плотность населения — 6,34 чел./км².

## Демография
Согласно сведениям, собранным в ходе переписи 2010 г. Национальным институтом географии и статистики (IBGE), население муниципалитета составляет:
| Полное население                               | Полное население                               | Полное население                               | Полное население                               | 10 212 |
| ---------------------------------------------- | ---------------------------------------------- | ---------------------------------------------- | ---------------------------------------------- | ------ |
| в том числе:                                   | Городское население                            | 4028                                           | Процент городского населения, %                | 39,44  |
|                                                | Сельское население                             | 6184                                           | Процент сельского населения, %                 | 60,56  |
|                                                | Мужское население                              | 5202                                           | Процент мужского населения, %                  | 50,94  |
|                                                | Женское население                              | 5010                                           | Процент женского населения, %                  | 49,06  |
| Плотность населения, чел/км²                   | Плотность населения, чел/км²                   | Плотность населения, чел/км²                   | Плотность населения, чел/км²                   | 6,34   |
| Население муниципалитета в % к населению штата | Население муниципалитета в % к населению штата | Население муниципалитета в % к населению штата | Население муниципалитета в % к населению штата | 0,33   |

По данным оценки 2016 года, население муниципалитета — 10 641 житель.

## Статистика
- Валовой внутренний продукт на 2003 год составляет 12 116 593 реалов (данные: Бразильский институт географии и статистики).
- Валовой внутренний продукт на душу населения на 2003 год составляет 1337,96 реалов (данные: Бразильский институт географии и статистики).
- Индекс развития человеческого потенциала на 2000 год составляет 0,595 (данные: Программа развития ООН).